# Таба-Цека (област)
Област Таба-Цека е разположена в централната и източната част на Лесото. Площта ѝ е 4270 км², а населението, според преброяването през 2016 г., е 135 347 души. Административен център е град Таба-Цека, който е и единственият град в областта. На изток, Таба-Цека граничи с провинция Квазулу-Натал на РЮА. Областта е разделена на 5 избирателни района.